# Koščake
Koščake – wieś w Słowenii, w gminie Cerknica. W 2018 roku liczyła 3 mieszkańców.